# Емих XII фон Лайнинген-Дагсбург-Харденбург
Емих XII фон Лайнинген-Дагсбург-Харденбург (на немски: Emich XII von Leiningen-Dachsburg-Hardenburg; Emicho XII); * 4 ноември 1562 в замък Харденбург, Бад Дюркхайм; † 24 ноември 1607 в Щракенбург, Дармщат) от род Дом Лайнинген е граф на Лайнинген-Дагсбург-Харденбург.
Той е единственият син на граф Йохан Филип I фон Лайнинген-Дагсбург-Харденбург (* 25 декември 1539; † 8 септември 1562) и съпругата му графиня Анна фон Мансфелд-Айзлебен (* ок. 1560; † 1621), дъщеря на граф Йохан Георг I фон Мансфелд-Айзлебен (1515 – 1579) и Катарина фон Мансфелд-Хинтерорт († 1582). Внук е на граф Емих X фон Лайнинген-Хартенбург (1498 – 1541) и графиня Катарина фон Насау-Саарбрюкен (1517 – 1553), дъщеря на граф Йохан Лудвиг фон Насау-Саарбрюкен.
От 1560 до 1725 г. замък Харденбург в Бад Дюркхайм е главната резиденция на фамилния клон. Емих XII подписва формулата Formula Concordiae от 1577 г. и книгата Concordia от 1580 г. 

## Фамилия
Емих XII се жени в Хартенбург на 7 ноември 1585 г. за принцеса Мария Елизабет фон Пфалц-Цвайбрюкен-Нойбург (* 4 октомври 1561 в Нойбург; † 28 февруари 1629 в Дуркхайм) от фамилията Вителсбахи, дъщеря на пфалцграф и херцог Волфганг фон Пфалц-Цвайбрюкен и Анна фон Хесен. Те имат децата:
- Йохан Филип II (1588 – 1643), граф на Лайнинген-Дагсбург-Харденбург, женен I. на 1 януари 1620 г. за графиня Елизабет фон Лайнинген-Дагсбург-Фалкенбург (1586 – 1623), II. за Анна Юлиана фон Салм-Кирбург-Мьорхинген (1584 – 1640); III. на 11 юни 1642 г. за графиня Анна Елизабет фон Йотинген-Йотинген (1603 – 1673)
- Волфганг Фредрико (1591 – 1623)
- дете
- Фридрих X (1593 – 1631), граф на Лайнинген-Дагсбург-Харденбург, женен I. за графиня Мария Елизабет фон Насау-Саарбрюкен (1602 – 1626), II. за графиня Анна фон Насау-Саарбрюкен-Вайлбург (1597 – 1645)
- Георг Адолфо (1597 – 1624)
- Анна Юлиана (1599 – 1685), омъжена за Йохан Казимир, вилд-рейнграф фон Кирбург (1577 – 1651)